# Gonanticlea albizona
Gonanticlea albizona là một loài bướm đêm trong họ Geometridae.